# 相馬暁
相馬 暁（そうま さとる、1941年11月5日 - 2005年3月10日）は、日本の農業研究者。大阪府出身。
北海道農業のあり方に警鐘を鳴らし、環境にも配慮したクリーン農業を提唱してきた。短大教員時には新規就農事業にも取り組み、相馬の理念を継承する若き農業経営者を育てた。
数多くの著書や講演、テレビ出演では食と健康についてもその重要性を訴え、自身のがんを公表後は、闘病生活にも関心が集まった。

## 経歴
- 1963年 北海道大学農学部卒業
- 1966年 北海道大学大学院農学研究科修了
- 1967年 青年海外協力隊員として、ラオスにて農業指導に従事
- 1969年 北海道立農業試験場に勤務。以後、北海道立上川農業試験場、十勝農業試験場、中央農業試験場長などを歴任
- 2000年 拓殖大学北海道短期大学教授
- 2003年 自身の膵臓がんを公表
- 2005年 膵臓がんにより死去、享年63

## 出演
- どさんこワイド（札幌テレビ）

## 著書
- 品質アップの野菜施肥 (1988,農山漁村文化協会)
- 豆・おもしろ雑学事典―すてきな食生活の知恵 (1991,チクマ秀版社)
- 北海道の野菜づくり全書 絵と写真で見る野菜栽培マニュアル (1991,北海道協同組合通信社)
- 健康 旬を食べる―インスタントにしますか、それとも本物 (1994,リヨン社)
- 人と豆の健康十二カ月―豆・この素晴しき仲間たち (1996,チクマ秀版社)
- 野菜学入門 (1996,三一書房)
- 北海道 いま農業が面白い (1998,北海道新聞社)
- 2020年 農業が輝く (2004,北海道新聞社)
- 朝取りホウレンソウは新鮮か?―相馬博士の旬野菜読本 (2005,農山漁村文化協会)